# Râle roux
Laterallus ruber
Espèce
Statut de conservation UICN

 LC  : Préoccupation mineure
Le Râle roux (Laterallus ruber) est une espèce d'oiseaux d'Amérique appartenant à la famille des Rallidae.

## Répartition
Cette espèce vit depuis le sud du Mexique jusqu'au nord-ouest du Costa Rica.

Carte de répartition (2020).